# Araz Dilağarda
Araz Dilağarda är en ort i Azerbajdzjan.   Den ligger i distriktet Füzuli Rayonu, i den södra delen av landet, 220 kilometer väster om huvudstaden Baku. Araz Dilağarda ligger 87 meter över havet och antalet invånare är 229.
Terrängen runt Araz Dilağarda är huvudsakligen platt. Araz Dilağarda ligger nere i en dal. Närmaste större samhälle är Bala Begmenli, 1,2 kilometer sydväst om Araz Dilağarda.
Trakten runt Araz Dilağarda består till största delen av jordbruksmark. Runt Araz Dilağarda är det ganska tätbefolkat, med 83 invånare per kvadratkilometer.